# Netteswell
Netteswell eller Nettleswell är en ort i distriktet Harlow i grevskapet Essex i England. Orten är belägen 8 km från Epping. Parish hade 855 invånare år 1951. År 1955 blev den en del av den då nybildade Harlow.